# Michal Ševčík
Michal Ševčík (* 13. srpna 2002 Třebíč) je český profesionální fotbalista, který hraje na pozici ofenzivního záložníka za FK Mladá Boleslav, kde je na hostování z AC Sparta Praha, a za český národní tým do 21 let.

## Biografie
Michal Ševčík se narodil v roce 2002 v Třebíči, jeho otcem je amatérský fotbalista a fotbalový trenér. V roce 2021 studoval střední školu v Třebíči.

## Klubová kariéra
Michal Ševčík začínal s fotbalem v Třebíči, kde také v roce 2008 začal hrát mládežnický fotbal, mezi lety 2008 a 2013 a znovu v letech 2014–2017 působil v SK Fotbalová škola Třebíč. V roce 2013 působil také v klubu HFK Třebíč a v letech 2013 a 2014 působil v FC Velké Meziříčí. V letech 2017–2020 působil v FC Zbrojovka Brno.

### Zbrojovka Brno
Za Zbrojovku Brno debutoval 20. září 2020 v domácím utkání proti Sigmě Olomouc, které skončilo prohrou 2:4. Po 66 minutách vystřídal Jana Koudelku. Na jaře 2022 postoupil se Zbrojovkou do nejvyšší soutěže a na podzim dal v lize sedm branek. V březnu 2023 byl Ševčík zvolen největším talentem českého fotbalu, když porazil například druhého Kryštofa Daňka či třetího Martina Vitíka.
Ševčík ve své premiérové sezoně v nejvyšší soutěži zaznamenal devět branek a šest asistencí, patřil k nejproduktivnějším hráčům v lize. S Brnem, které se v závěru sezóny propadlo na poslední příčku, sestoupil do druhé ligy a Ševčík se nevešel do nominace na mistrovství Evropy hráčů do 21 let.

### Sparta Praha
Dne 19. června 2023 byl oznámen jako první letní posila pražské Sparty, týmu obhajující titul z předešlé sezóny. Ševčík debutoval ve sparťanském dresu 3. září, když nastoupil do závěru ligového utkání proti Slovanu Liberec. 27. září pak vstřelil svůj první gól ve svém novém angažmá, když rozhodl o výhře Sparty 1:0 nad druholigovou Líšní ve třetím kole MOL Cupu. 22. října se poprvé prosadil i v nejvyšší soutěži, když gólem přispěl k výhře 4:0 nad Českými Budějovicemi. 1. listopadu dokonal Ševčík obrat v osmifinále poháru na stadionu Bohemians 1905 a v 69. minutě upravil na konečných 2:1. V jarní části sezóny Ševčík vypadl ze sparťanského A-týmu a sbíral minuty za druholigové "béčko". Podle klubového prohlášení se na začátku roku potýkal se zdravotními potížemi. Za celou sezonu v druhé nejvyšší soutěži zaznamenal 862 minut v 11 startech a připsal si tři góly a další tři asistence. Se Spartou slavil zisk domácího double.

#### Norimberk (hostování)
V létě 2024 odešel Ševčík na roční hostování s opcí do Norimberku.

#### Mladá Boleslav (hostování)
Po půli sezóny v Norimberku odešel na hostování do Mladé Boleslavi bez opce na trvalý přestup.

## Reprezentační kariéra
Ševčík je od roku 2017 českým mládežnickým reprezentantem.